# 核桃花園 (印第安納州)
核桃花園（英語：Walnut Gardens）是位於美國印地安納州卡洛爾縣的一個非建制地區。該地的面積和人口皆未知。

## 地理
核桃花園的座標為40°41′56″N 86°45′16″W / 40.69889°N 86.75444°W，而該地的平均海拔高度為197米（即646英尺）。